# Villa Rustica (Tockington Park)
Die Villa Rustica in Tockington Park ist ein ehemaliger römischer Gutshof (Villa rustica) auf der Gemarkung von Tockington, einem Dorf in South Gloucestershire, Grafschaft Gloucestershire, im Südwesten Englands.
Die archäologische Fundstätte befindet sich heute im Tockington Park nördlich von Bristol. In der Antike lag die Villa rund 13 Kilometer nordöstlich der römischen Stadt Aquae Sulis (dem heutigen Bath) in der römischen Provinz Britannia prima (Britannien).
Die Reste der Villa sind schon seit etwa 1780 bekannt. Systematische Ausgrabungen fanden jedoch erst 1887 bis 1888 statt, nachdem 1884 eine Mauer auf dem Gelände errichtet und dabei ein Mosaik entdeckt wurde. Nur Teile der Villa konnten ausgegraben werden, da sie zum Teil unter einem modernen Bauernhaus liegt. Die Grabungen wurden von der Bristol and Gloucestershire Archaeological Society durchgeführt. Weitere Grabungen fanden 1997 statt. Heute sind oberirdisch keine Reste mehr sichtbar.
Bei den Grabungen kamen verschiedene Bauten zu Tage, die sich um einen Hof gruppierten. Das Haus im Norden liegt größtenteils unter einem modernen Haus, doch fanden sich hier Mosaiken und Hypokausten. Einige Räume scheinen als Bad gedient zu haben. Auch die westlichen Bauten liegen zum Teil unter einem modernen Bau. Es fanden sich mehrere Mosaiken. Die Ostseite zum Hof hin hatte einst einen Portikus. Der Bau im Süden war zunächst wahrscheinlich ein Stall, wurde dann aber zu einem Wohnbau umfunktioniert. Im Zuge dieser Bauarbeiten erhielt dieses Gebäude an der Nordseite einen Portikus und wurde auch mit Mosaiken ausgestattet. Die meisten Mosaiken der Villa datieren in die Mitte des vierten nachchristlichen Jahrhunderts. Es fanden sich Reste von Wandmalereien.